# Yllenus dalaensis
Yllenus dalaensis är en spindelart som beskrevs av Logunov, Marusik 2003. Yllenus dalaensis ingår i släktet Yllenus och familjen hoppspindlar. Inga underarter finns listade i Catalogue of Life.